# Wildwasserrennsport-Europameisterschaften 1997
1997 fanden die 1. Europameisterschaften im Wildwasserrennsport im französischen La Plagne auf der Isère statt.

## Ergebnisse

### Nationenwertung
| Platz  | Land        | Gold | Silber | Bronze | Gesamt |
| ------ | ----------- | ---- | ------ | ------ | ------ |
| 1      | Frankreich  | 2    | 3      | 3      | 8      |
| 2      | Slowakei    | 2    | 1      | -      | 3      |
| 3      | Deutschland | 2    | -      | 2      | 4      |
| 4      | Italien     | 1    | 2      | -      | 3      |
| 5      | Schweiz     | 1    | 1      | -      | 2      |
| 6      | Kroatien    | -    | 1      | 2      | 3      |
| 7      | Slowenien   | -    | -      | 1      | 1      |
| Gesamt | Gesamt      | 8    | 8      | 8      | 24     |